# Jean-Marie Lycops
Jean-Marie Lycops is een Belgisch voormalig taekwondoka.

## Levensloop
Lycops behaalde in 1982 brons op het Europees kampioenschap te Rome in de klasse -73kg. Daarnaast behaalde hij in 1981 goud op het Open Nederlands kampioenschap en in 1982 brons op het Open Deens kampioenschap. 

## Palmares
- 1981:  Open Nederlands kampioenschap
- 1982:  Europees kampioenschap (ETU) -73kg
- 1982:  Open Deens kampioenschap